# Arrondissement de Darou Mousty

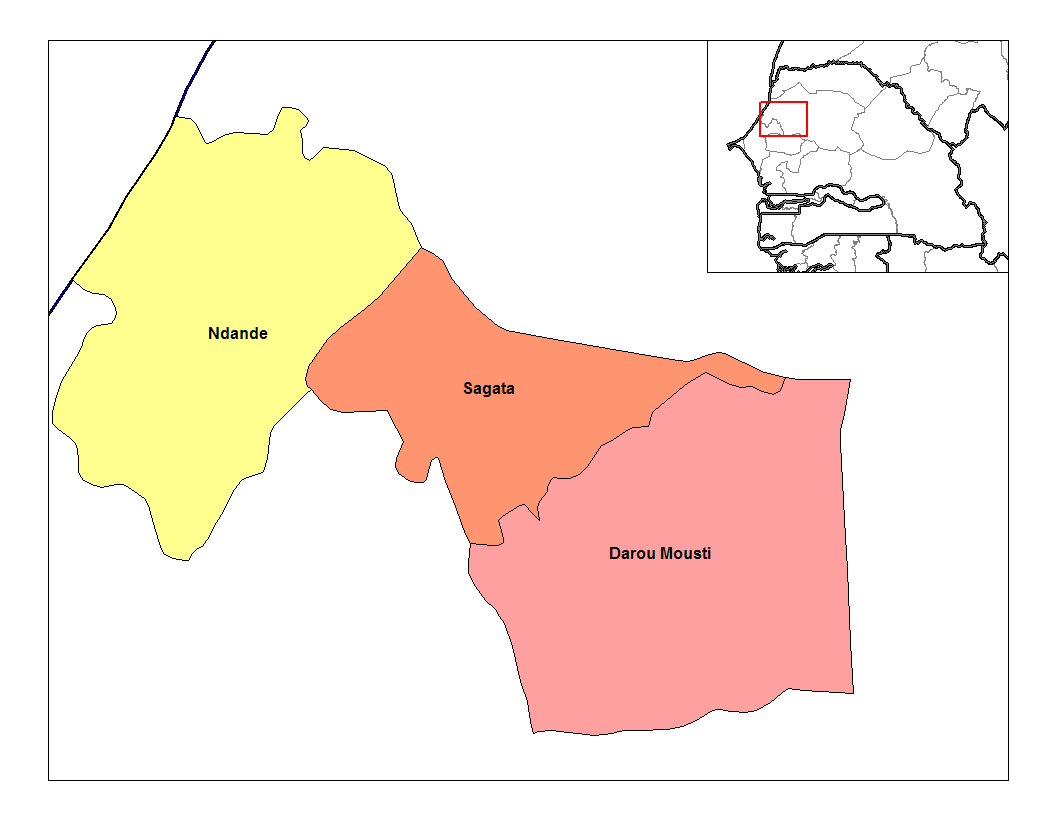
Les trois arrondissements du département de Kébémer, dont fait partie celui de Darou Mousty

L'arrondissement de Darou Mousty est l'un des arrondissements du Sénégal. Il est situé à l'est du département de Kébémer, dans la région de Louga.
Il compte sept communautés rurales :
- Communauté rurale de Mbacké Cajor
- Communauté rurale de Darou Marnane
- Communauté rurale de Darou Mousty
- Communauté rurale de Mbadiane
- Communauté rurale de Ndoyene
- Communauté rurale de Sam Yabal
- Communauté rurale de Touba Mérina

Son chef-lieu est Darou Mousty.